# Stephen Molstad
Stephen Molstad este un scriitor american de science fiction, cunoscut în special pentru novelizarea filmelor Ziua independenței și Godzilla.

## Viața și cariera
Molstad a absolvit Universitatea Santa Cruz California și a petrecut câțiva ani călătorind prin lume și jucând, ocazional, baschet. Ulterior s-a stabilit la Los Angeles și a început să predea la gimnaziu și să scrie.